# Bel Ami (film 1947)
Bel Ami è un film del 1947 diretto da Antonio Momplet. La sceneggiatura si basa sull'omonimo romanzo di Guy de Maupassant del 1885.

## Produzione
Il film - conosciuto anche con i titoli El buen mozo e Belami, la historia de un canalla - fu prodotto dalla Filmex.

## Distribuzione
In Messico, il film uscì nelle sale il 27 febbraio 1947. Nello stesso anno, fu distribuito anche negli Stati Uniti dalla Clasa-Mohme in versione originale senza sottotitoli.